# آنتونیو دوران موریس
آنتونیو سِگوندو دوران مورِئیراس (گالیسی: Antonio Segundo Durán Moreiras؛ زادهٔ ۹ ژوئیه ۱۹۵۹) مشهور به آنتونیو دوران موریس بازیگر اهل اسپانیا و هنرمندی محبوب در گالیسیا است. وی از سال ۱۹۷۸ میلادی تاکنون مشغول فعالیت بوده است و تخصصش ایفای نقش‌های مکمل است.
از فیلم‌ها یا برنامه‌های تلویزیونی که وی در آن نقش داشته است می‌توان به سلول ۲۱۱، شاهزاده‌ها، اخطار، دوشنبه‌ها در آفتاب و کارآگاهان خصوصی اشاره کرد.
وی بابت فعالیت‌های هنری‌اش تاکنون ۳ مرتبه برندهٔ جایزهٔ مِستره ماتئو، یک جایزه فروس و یک جایزه بهترین بازیگر نقش مکمل تلویزیونی از اتحادیه بازیگران اسپانیا شده است.